# Seznam zápasů české fotbalové reprezentace 2012
V roce 2012 odehrála česká fotbalová reprezentace celkem 13 mezistátních zápasů, z toho 4 na ME 2012, 3 kvalifikační na MS 2014, a 6 přátelských. Celková bilance byla 5 výher, 4 remízy a 4 prohry. Hlavním trenérem byl Michal Bílek.

## Přehled zápasů
| 29. února 2012 přátelský |       |           |                                                                |
| Irsko                    | 1 – 1 | Česko     | Aviva Stadium, Dublin diváci: 37 741 rozhodčí: Manuel De Sousa |
| Cox 86'                  |       | 50' Baroš | Aviva Stadium, Dublin diváci: 37 741 rozhodčí: Manuel De Sousa |

| 26. května 2012 přátelský |       |                            |                                                                  |
| Izrael                    | 1 – 2 | Česko                      | Stadion Hartberg, Hartberg diváci: 1 500 rozhodčí: Richard Trutz |
| Šechter 45'               |       | 17' (pen) Baroš 90' Lafata | Stadion Hartberg, Hartberg diváci: 1 500 rozhodčí: Richard Trutz |

| 1. června 2012 přátelský |       |                          |                                                                     |
| Česko                    | 1 – 2 | Maďarsko                 | Stadion Sparty na Letné, Praha diváci: 17 102 rozhodčí: Lee Probert |
| Kadlec 24' (pen)         |       | 6' Dzsudzsák 88' Gyurcsó | Stadion Sparty na Letné, Praha diváci: 17 102 rozhodčí: Lee Probert |

| 8. června 2012 ME 2012, skupina A             |       |           |                                                                        |
| Rusko                                         | 4 – 1 | Česko     | Městský stadion, Vratislav diváci: 40 803 rozhodčí: Howard Melton Webb |
| Dzagojev 15', 79' Širokov 24' Pavljučenko 82' |       | 52' Pilař | Městský stadion, Vratislav diváci: 40 803 rozhodčí: Howard Melton Webb |

| 12. června 2012 ME 2012, skupina A |       |                     |                                                                     |
| Řecko                              | 1 – 2 | Česko               | Městský stadion, Vratislav diváci: 41 105 rozhodčí: Stéphane Lannoy |
| Gekas 53'                          |       | 3' Jiráček 6' Pilař | Městský stadion, Vratislav diváci: 41 105 rozhodčí: Stéphane Lannoy |

| 16. června 2012 ME 2012, skupina A |       |        |                                                                   |
| Česko                              | 1 – 0 | Polsko | Městský stadion, Vratislav diváci: 42 000 rozhodčí: Craig Thomson |
| Jiráček 72'                        |       |        | Městský stadion, Vratislav diváci: 42 000 rozhodčí: Craig Thomson |

| 21. června 2012 ME 2012, čtvrtfinále |       |             |                                                                      |
| Česko                                | 0 – 1 | Portugalsko | Národní stadion, Varšava diváci: 55 590 rozhodčí: Howard Melton Webb |
|                                      |       | 79' Ronaldo | Národní stadion, Varšava diváci: 55 590 rozhodčí: Howard Melton Webb |

| 15. srpna 2012 přátelský |       |       |                                                         |
| Ukrajina                 | 0 – 0 | Česko | Arena Lviv, Lvov diváci: 33 153 rozhodčí: Milorad Mažič |
|                          |       |       | Arena Lviv, Lvov diváci: 33 153 rozhodčí: Milorad Mažič |

| 8. září 2012 kvalifikace MS 2014, skupina B |       |       |                                                       |
| Dánsko                                      | 0 – 0 | Česko | Parken, Kodaň diváci: 24 004 rozhodčí: Wolfgang Stark |
|                                             |       |       | Parken, Kodaň diváci: 24 004 rozhodčí: Wolfgang Stark |

| 11. září 2012 přátelský |       |           |                                                                 |
| Česko                   | 0 – 1 | Finsko    | Na Stínadlech, Teplice diváci: 9 053 rozhodčí: Hubert Siejewicz |
|                         |       | 43' Pukki | Na Stínadlech, Teplice diváci: 9 053 rozhodčí: Hubert Siejewicz |

| 12. října 2012 kvalifikace MS 2014, skupina B |       |            |                                                            |
| Česko                                         | 3 – 1 | Malta      | Doosan Arena, Plzeň diváci: 10 358 rozhodčí: Anar Salmanov |
| Gebre Selassie 34' Pekhart 52' Rezek 67'      |       | 38' Briffa | Doosan Arena, Plzeň diváci: 10 358 rozhodčí: Anar Salmanov |

| 16. října 2012 kvalifikace MS 2014, skupina B |       |           |                                                            |
| Česko                                         | 0 – 0 | Bulharsko | Letná, Praha diváci: 16 160 rozhodčí: Vladislav Bezborodov |
|                                               |       |           | Letná, Praha diváci: 16 160 rozhodčí: Vladislav Bezborodov |

| 14. listopadu 2012 přátelský |       |           |                                                                 |
| Česko                        | 3 – 0 | Slovensko | Andrův stadion, Olomouc diváci: 11 464 rozhodčí: Harald Lechner |
| Lafata 3', 6' Dočkal 73'     |       |           | Andrův stadion, Olomouc diváci: 11 464 rozhodčí: Harald Lechner |